# 劉時進
劉時進（1522年—？），字子亨，河南開封府中牟縣人，民籍，明朝政治人物。

## 生平
嘉靖十九年（1540年）庚子科河南鄉試第三十四名舉人。嘉靖二十三年（1544年）中式甲辰科會試第二百五十七名，登第三甲第四十五名進士。授中书舍人，二十六年六月选授山西道試監察御史，二十七年巡按山东，兼巡视盐课，二十八年三月因荐举泛滥，多至四十馀人，有违诏旨，降二级调外任。

## 家族
曾祖劉參；祖父劉環；父劉朝陽，母胡氏。具庆下。